# Pleasanton (Kansas)
Pleasanton es una ciudad ubicada en el condado de Linn en el estado estadounidense de Kansas. En el año 2010 tenía una población de 1216 habitantes y una densidad poblacional de 264,35 personas por km².

## Geografía
Pleasanton se encuentra ubicada en las coordenadas 38°10′35″N 94°42′43″O / 38.17639, -94.71194 (38.176326, -94.711997).

## Demografía
Según la Oficina del Censo en 2000 los ingresos medios por hogar en la localidad eran de $25,714 y los ingresos medios por familia eran $32,014. Los hombres tenían unos ingresos medios de $24,917 frente a los $18,333 para las mujeres. La renta per cápita para la localidad era de $13,309. Alrededor del 21.5% de la población estaban por debajo del umbral de pobreza.